# Персональное банковское обслуживание
Персональное банковское обслуживание — банковская услуга для обеспеченных физических лиц, которая предполагает осуществление операций с деньгами клиента, сохраняющих и увеличивающих его состояние. В англоязычных странах также известна как wealth management, то есть управление частным капиталом. Часто private banking включает в себя банковские, инвестиционные и консультационные услуги .
Доход банковский вклад может приносить разными путями. Самый простой - это когда капитал не инвестируется и прирост достигается только за счёт начисления процентов. Другой вариант — вложить деньги в различные активы по индивидуальной программе. Существуют различные варианты расширенных услуг, причём набор связанных с обслуживанием счета клиента в банке подбирается для каждого клиента индивидуально. 
По данным компании PricewaterhouseCoopers (PWC), объём российского рынка private banking не превышал $10—12 млрд, в то время как «свободных» денег у российских богачей порядка $300—400 млрд. По оценкам банка Merrill Lynch, в Москве в 2012 году проживало 44 «долларовых» миллиардера и 88 тысяч долларовых миллионеров. При этом по данным PWC состоятельные клиенты открыли в российских банках и управляющих компаниях (УК) менее 10 тысяч счетов. Таким образом, банковскими услугами было охвачено не более 10 % потенциальных российских клиентов рынка услуг приват-банкинга. А по оценкам компании «Ренессанс Управление инвестициями», и того меньше — 4—5 % .
Согласно исследованию лондонской консалтинговой фирмы Scorpio, по состоянию на 2017 год крупнейшими банками по величине управляемого капитала являлись швейцарский UBS (2,1 трлн долларов), американские Bank of America (1,97 трлн долларов) и Morgan Stanley (1,95 трлн долларов). Самый большой скачок вперёд совершил китайский банк China Merchants Bank, поднявшийся в списке на 5 позиций и занявший 15 место.